# 永富家住宅

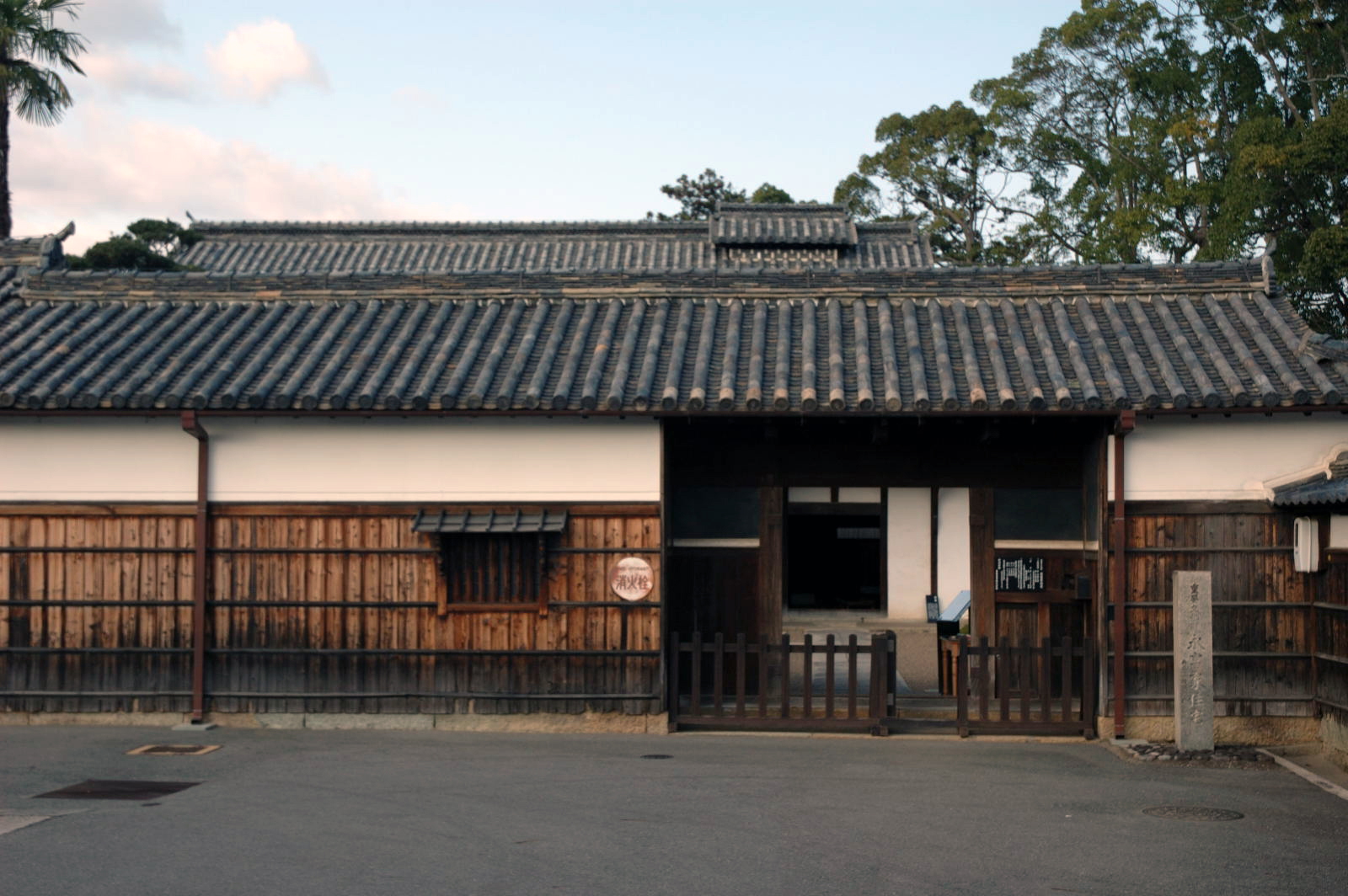
長屋門

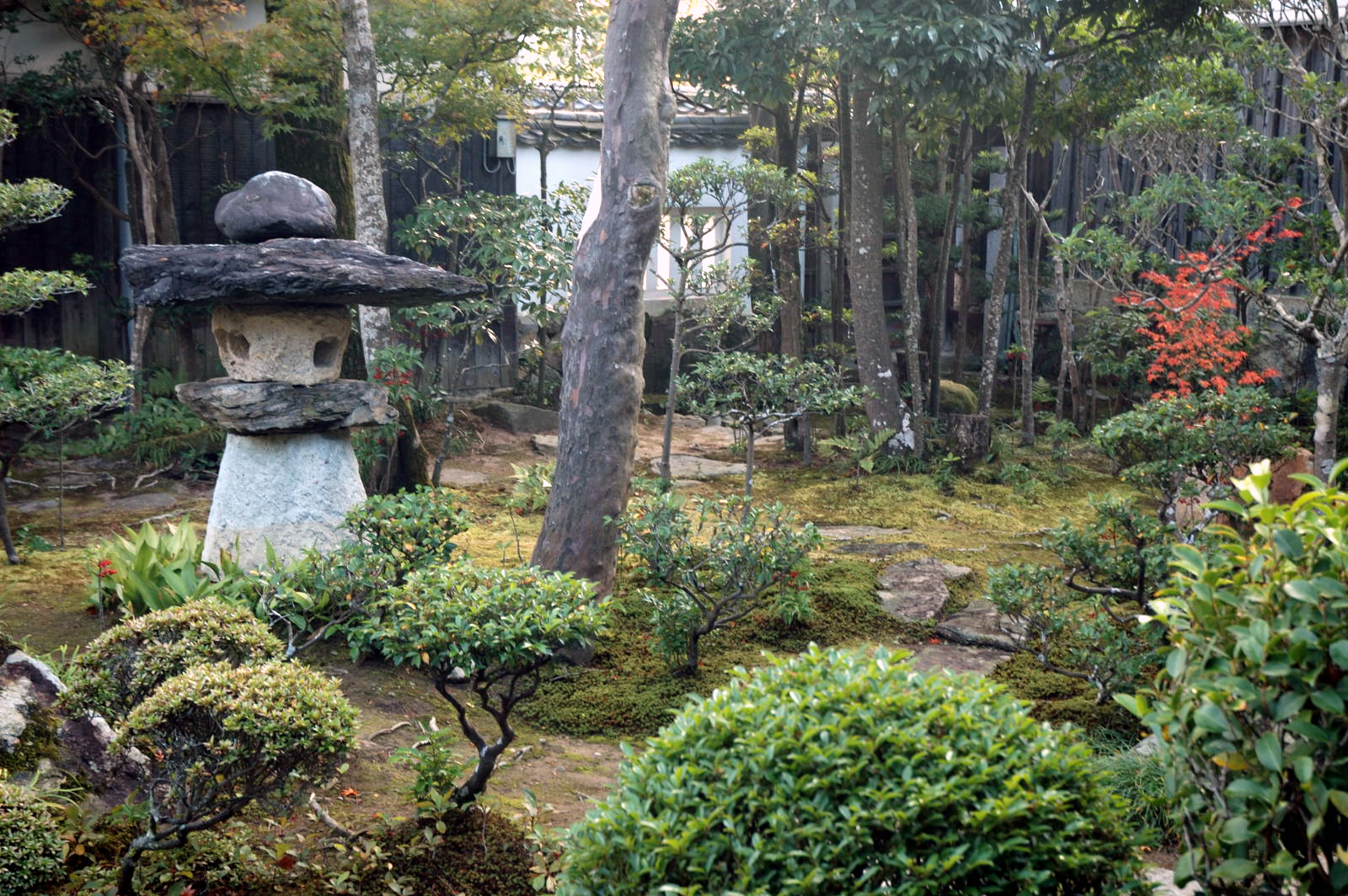
庭園

永富家住宅（ながとみけじゅうたく）は兵庫県たつの市揖保川町にある江戸時代後期に建てられた庄屋家屋。国の重要文化財に指定されている。

## 永富家について
永富家は揖保川下流域西部の、たつの市揖保川町付近の大地主であった。永富家の出自は伊賀国辺りといわれており、関ヶ原の戦い前後の1600年（慶長5年）頃には、この地に居住していたという記録が残っている。龍野藩時代には代々この地の庄屋を務めた。江戸時代中期以降は逼迫する藩財政とは逆に次第に裕福となり、藩に資金を融通したり、年貢の大坂への運搬を請け負うなど藩内で重要な地位を占めた。このため藩主の脇坂家より「在郷家臣」として上級武士の待遇を受け名字帯刀を許されていた。
明治以降も農民の営農相談や物資の斡旋を行うなど篤農家として農協のような役割を果たしていた。
代々の当主は好学で勤勉であり、教養が高かったと言われている。特に明治時代の当主であった敏夫は漢詩の世界では「撫松」の号で著名を馳せた。敏夫の四男の守之助は鹿島家の養子となり鹿島建設を発展させ、政治家としても活躍した。

## 住宅の概要
屋敷の敷地面積は3,089m2（936坪）で、敷地内に主屋、長屋門、籾納屋、大蔵、乾蔵、内蔵、味噌蔵、東蔵の8棟が残っており、1964年（昭和39年）に兵庫県文化財、1967年（昭和42年）に全ての建物が国の重要文化財に指定された。また、建築当時の板絵図（1820年(文政3年)）と普請帳13冊も当時の建築を知る上で貴重な資料として、1971年（昭和46年）に重要文化財に追加指定された。かつては、他に茶席（脇坂家より拝領した不紊庵および夕可庵）、米蔵、厩舎、納屋、離れ座敷等があったが老朽化のために1962年（昭和37年）に解体された。現在は鹿島建設関連企業の東亜産業株式会社（東京都港区元赤坂）が所有者となっている。

### 建造物
- 主屋：1819年（文政2年）より建築が始まり1822年（文政5年）に完成した、江戸時代後期の代表的な庄屋家屋である。建築面積は478m2で、延床面積は506.12m2である。入母屋本瓦葺。式台付き玄関、上段の間、上中下座敷、鞘の間、仏間、台所など23室と土間で構成されている。玄関に式台が設けられているのは代々の藩主が領内視察の際に立ち寄ったためである。
- 長屋門、籾納屋：長屋門は1808年（文化5年）完成、籾納屋は不明。建築面積は134.62m2。門の両脇に供待部屋が設けられている。
- 大蔵：1861年（文久元年）完成。建築面積は55.68m2、二階建。待蔵とも呼ばれ、敷地の南西にある。花嫁の嫁入り道具収納のために建てられた。
- 乾蔵：建築年代は不明。建築面積は28.7m2、二階建。敷地の北西にあり道具を収納する蔵であった。
- 内蔵：1806年（文化3年）以前に完成しており味噌蔵とともに最も古い。建築面積は24m2、二階建。日常の生活道具を収納していた。
- 味噌蔵：1806年（文化3年）以前に完成しており内蔵とともに最も古い。建築面積は20m2、二階建。内蔵と共に屋敷北側にあり、味噌、醤油、漬物など調味料や保存食を収納していた。
- 東蔵：建築年代は不明。建築面積は20m2、二階建。穀物を貯蔵していた。

## 秋恵園
わが最大の希願は

いつの日にか

パンアジアの實現を

見ることである
秋恵園（しゅうけいえん）は、永富家住宅の付属庭園である。永富家住宅の南向かいに位置する。2400m2。6月には花菖蒲が池を囲むように咲く。菖蒲は約50種3000株。この花菖蒲園は永富家住宅とともに見学できるようになっている。
園内に、アジア地域の統合「パン・アジア」の提唱者であった鹿島守之助（鹿島建設会長）の言葉が彫られた「パン・アジアの碑」が鎮座する。1973年に守之助が自ら除幕し、秘書の幸田初枝に「私が生きている間にはパン・アジアは実現しないでしょう。あなたは若いから実現を見られるかもしれない」と言葉を残している。

## 交通アクセス
- JR神戸線 竜野駅から神姫バスに乗車し、「新在家」下車